# ぺたふぇち。
『ぺたふぇち。』は、かつてあまとりあ社より発行されていた、主に小学生高学年から中学生を扱った隔月発行のロリアンソロジー。前身誌『貧乳シリーズ』（貧乳横丁、1999年～2007年）よりリニューアルされたものである。『貧乳シリーズ』の情報も一覧にてあわせて記述をしておく。
『貧乳シリーズ』当時の執筆陣は、かにかに、狂一郎、てるき熊、栗東てしお等、『レモンピープル』からの流れをくむ作家が多く、またアンソロジーのテーマに合わせてかつまたかずき、ガビョ布、ほしのふうた、翻田亜流、山野紺三郎らが参加していたが、『ぺたふぇち。』になってからの参加者もあり、メンバーは大幅に入れ替わっている。
2008年4月から隔月で発行してきたが、2014年6月発行の31巻をもって終了となった。後継となる雑誌も存在せず長年続いた貧乳系は完全に終わりを告げた。

## 主な作家
- 天羽真理
- ありまなつぼん
- 海野螢
- 大庭佳文
- かにかに
- 桐原小鳥
- こけこっこ☆こま
- 流星ひかる

など

## 単行本（貧乳○○シリーズ）
- あまとりあ社<あまとりあコミックス>、既刊46巻（完結）

1. 貧乳倶楽部
2. 貧乳大王
3. 貧乳法典
4. 貧乳通信
5. 貧乳専科
6. 貧乳教室
7. 貧乳学区
8. 貧乳白書
9. 貧乳計画
10. 貧乳指導
11. 貧乳教育
12. 貧乳日和
13. 貧乳限定
14. 貧乳研究
15. 貧乳生活
16. 貧乳楽園
17. 貧乳画報
18. 貧乳入魂
19. 貧乳冥利
20. 貧乳部室
21. 貧乳日記
22. 貧乳注意！
23. 貧乳素肌
24. 貧乳缶詰
25. 貧乳大陸
26. 貧乳祭典
27. 貧乳愛好会
28. 貧乳もの♥
29. 大貧乳運動会
30. 貧乳LOVE！
31. 大貧乳調査団
32. 貧乳発令
33. 大貧乳大作戦
34. 貧乳が斬る！
35. 大貧乳ビーム！
36. 貧乳温泉
37. 大貧乳エース
38. 貧乳牧場
39. 貧乳時代
40. 貧乳コース
41. 貧乳天国
42. 貧乳帝国
43. 貧乳デパート
44. 貧乳草原
45. 貧乳博覧会
46. 貧乳完了

## 単行本（ぺたふぇち。シリーズ）
- 大庭佳文、他『ぺたふぇち。』あまとりあ社<あまとりあコミックス>、既刊31巻（完結）

1. 2008年4月発行、ISBN 9784870424135
2. 2008年6月発行、ISBN 9784870424142
3. 2008年8月発行、ISBN 9784870424159
4. 2008年10月発行、ISBN 9784870424166
5. 2008年12月発行、ISBN 9784870424173
6. 2009年3月発行、ISBN 9784870424180
7. 2009年5月発行、ISBN 9784870424197
8. 2009年7月発行、ISBN 9784870424203
9. 2009年10月発行、ISBN 9784870424210
10. 2009年12月発行、ISBN 9784870424227
11. 2010年3月発行、ISBN 9784870424234
12. 2010年5月発行、ISBN 9784870424241
13. 2010年7月発行、ISBN 9784870424258
14. 2010年10月発行、ISBN 9784870424265
15. 2010年12月発行、ISBN 9784870424272
16. 2011年3月発行、ISBN 9784870424289
17. 2011年6月発行、ISBN 9784870424296
18. 2011年9月発行、ISBN 9784870424302
19. 2011年11月発行、ISBN 9784870424319
20. 2012年1月発行、ISBN 9784870424326
21. 2012年4月発行、ISBN 9784870424333
22. 2012年6月発行、ISBN 9784870424340
23. 2012年8月発行、ISBN 9784870424357
24. 2012年11月発行、ISBN 9784870424364
25. 2013年1月発行、ISBN 9784870424371
26. 2013年4月発行、ISBN 9784870424388
27. 2013年6月発行、ISBN 9784870424395
28. 2013年8月発行、ISBN 9784870424401
29. 2013年11月発行、ISBN 9784870424418
30. 2014年3月発行、ISBN 9784870424425
31. 2014年6月発行、ISBN 9784870424432